# Prokop Primer
Prokop Primer (?-1796) byl františkán působící v českých zemích a české řádové provincii sv. Václava. Řádové sliby složil někdy před rokem 1747. Po vysvěcení na kněze a získání hlubších zkušeností i znalostí byl ustanoven lektorem filozofie na františkánských klášterních studiích. V blíže nezjištěném období byl rovněž superiorem (představeným) řádové rezidence při poutním místě Skalka (Mníšek pod Brdy). Jako dostatečně vzdělý řeholník byl ustanoven knihovníkem nejvýznamnější české františkánské knižní sbírky v klášteře u P. Marie Sněžné v Praze. Prokop Primer mohl být potenciálním pořadatalem a redaktorem literární pozůstalosti po misionáři Remediu Prutkém, jehož dílo uspořádal a uvedl. Nejisté je jeho autorství katalogu zmíněné knihovny z roku 1769. Františkán Prokop Primer, též působící jako zpovědník řeholnic, zemřel 30. srpna 1796 v Praze.